# Stazione di Calamandrana
La stazione di Calamandrana è una fermata ferroviaria della linea Alessandria-Cavallermaggiore al servizio dell'omonimo comune.

## Storia
La stazione entrò in funzione il 25 febbraio 1865, in concomitanza all'attivazione del tronco Nizza Monferrato-Canelli.
Dal 2000 la gestione dell'intera linea, e con essa quella della stazione di Canelli, passò in carico a Rete Ferroviaria Italiana la quale ai fini commerciali classifica l'impianto nella categoria "Bronze".
In passato era presente un binario di raddoppio, successivamente eliminato con conseguente trasformazione in fermata.
La stazione è stata senza traffico dal 17 giugno 2012 fino a fine 2018 per effetto della sospensione del servizio sulla linea.
Il 30 dicembre 2018 ha riaperto ai treni turistici.

## Strutture e impianti
L'impianto è dotato del solo binario di corsa.
La fermata dispone di un fabbricato viaggiatori sviluppato su due piani.

## Movimento
La fermata era servita da treni regionali svolti da Trenitalia fino al 17 giugno 2012, giorno in cui la linea è stata sospesa al traffico per decisione della Regione Piemonte e sostituito da autocorse.